# Wanda Wasilewska

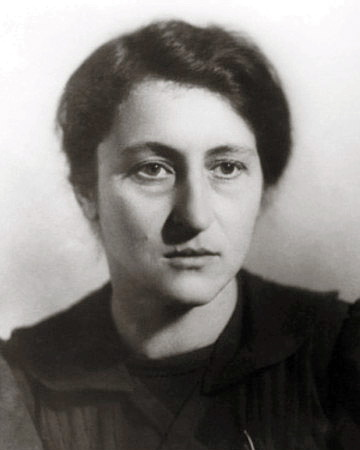
Wanda Wasilewska

Wanda Wasilewska (Krakau, 21 januari 1905 – Kiev, 29 juli 1964) was een Poolse schrijfster en politica. Ze speelde een belangrijke rol in de vorming van de Poolse communistische regering, waarvoor ze in 1944 korte tijd als vicepremier optrad.
Wasilewska werd geboren als een van drie dochters van Leon Wasilewski, een bekende activist voor de Poolse Socialistische Partij. 
Ze studeerde filosofie aan de universiteit van Warschau, en Poolse taal- en letterkunde aan de Jagiellonische Universiteit in Krakau, waar ze in 1927 haar doctoraat behaalde. Al voor haar afstuderen was ze actief in socialistische jongerenbewegingen.
Hoewel ze vaak bekritiseerd is vanwege haar radicaal linkse opvattingen, werd ze lid van de Poolse Socialistische Partij PPS, in plaats van de Communistische Partij. Ze klom al snel in de hiërarchie en in 1934 werd ze gekozen als bestuurslid. In 1937 werd ze evenwel niet herkozen.
Na de Poolse nederlaag in de Poolse Veldtocht in 1939, en de verdeling van Polen in een Duits en een Sovjet gecontroleerd deel, verhuisde ze naar Lviv en nam ze het staatsburgerschap van de Sovjet-Unie aan. Ze was lid van diverse communistische organisaties die lokale Poolse en Oekraïense communisten bundelden. Ook was ze als journalist actief voor de Czerwony Sztandar, een Sovjet-propaganda krant die in het Pools werd uitgegeven. Begin 1940 kende Stalin haar een zetel toe in de Opperste Sovjet van de Sovjet-Unie.
Waarschijnlijk op aanwijzing van Stalin kwam ze enige tijd later aan het hoofd te staan van de nieuwe Związek Patriotów Polskich ("De Poolse Patriotten"), een voorlopige regering die door de Sovjet-Unie in Polen werd geïnstalleerd. Ze was voorstander van de inlijving van Polen door de Sovjet-Unie. Na de bevrijding van Polen door het Rode Leger besloot Wasilewska in de Sovjet-Unie te blijven. Ze kreeg een relatie met de Oekraïense dichter Oleksandr Korniychuk, met wie ze zich in Kiev vestigde. Ze bleef nog enkele tientallen jaren lid van de Opperste Sovjet, maar trok zich terug uit het openbare politieke leven. Ze stierf op 29 juli 1964 in Kiev, waar ze op de Bajkove-begraafplaats begraven ligt.
Wasilewska ontving driemaal de Stalinprijs voor literatuur (in 1943, 1946 en 1952). Haar werken werden in het Stalin-tijdperk overal in de Sovjet-Unie opgenomen in de schoolcurricula, maar raakten daarna snel in de vergetelheid.